# Flaga Bawarii
Flaga Bawarii ma dwie równorzędne odmiany:
- składająca się z dwóch poziomych pasów, kolejno białego i niebieskiego;
- składająca z przynajmniej 21 pochylonych rombów, naprzemiennie białych i niebieskich[1][2].

Władze państwowe mogą używać dowolnej wersji, gdyż obie mają charakter urzędowy.
Flaga w pasy odwołuje się do barw państwowych Bawarii, czyli białego i niebieskiego. Kolory wywodzą się z herbu hrabiów Bogen. Romby mają związek z przyjęciem godła w tym stylu przez dynastię Wittelsbachów.
Domyślnie proporcje obydwu wersji flag to 3:5.